# Йосиф (архімандрит Печерський)
Йосиф II (д/н — бл. 1556) — церковний діяч часів Великого князівства Литовського.

## Життєпис
Про походження нічого невідомо. 1554 року після смерті архімандрита Києво-Печерського монастиря Іларіона I стає новим настоятелем.
Відомий насамперед супеерчкою з князями Ярославом і Євстафієм Микитичами-Головчинськими за Тарасовські поля і про збір меду з села Доброшневич. Мирову угоду було досягнуто лише 1555 року у Вільні. За нею Тарасовські поля визнавалися власністю монастиря, а за село Доброшневич домовлено сплатити 500 кіп литовських грошей. Помер Йосиф II в тому ж 1555 році, або вже 1556 року. Новим архімандритом став Іларіон II Пісочинський.